# Aschenhausen
Aschenhausen är en ortsteil i staden Kaltennordheim i Landkreis Schmalkalden-Meiningen i förbundslandet Thüringen i Tyskland. Aschenhausen var en kommun fram till 1 januari 2019 när den uppgick i Kaltennordheim. Kommunen Aschenhausen hade 136 invånare 2018.